# دارشيل سفاري
دارشيل سفاري ممثل هندي، أبدع في صنع قالب تمثيلي لطفل مصاب بـعسر القراءة في الفيلم الدرامي نجوم على الأرض مع الممثل الكبير عامر خان.
و الجدير بالذكر هو أن الممثل الصغير دارشيل سفاري أصبح معروفاً اليوم في السينما الهندية والعالم أجمع بـ «الطفل المعجزة» نظراً لإستلهامة الكبير في التمثيل ومحاكاته الواقع والطابع التمثيلي بكل احترافية.

## روابط خارجية
- دارشيل سفاري على موقع IMDb (الإنجليزية)
- دارشيل سفاري على موقع ألو سيني (الفرنسية)
- دارشيل سفاري على موقع أول موفي (الإنجليزية)
- دارشيل سفاري على موقع قاعدة بيانات الفيلم (الإنجليزية)
- دارشيل سفاري على موقع كينوبويسك (الروسية)